# Ciril Cvetko
Ciril Cvetko   (Vučja vas, 8 de gener de 1920 - Ljubljana, 18 de gener de 1999) va ser un compositor, director d'orquestra, divulgador musical i pedagog eslovè.

## Biografia
Ciril Cvetko, era germà del musicòleg Dragotin Cvetko, es va llicenciar en direcció i composició a l'Acadèmia de Música de Ljubljana el 1948, on va estudiar a Praga i París. Del 1945 al 1947 va ser el cap del departament de música i director del Cor de Cambra de Radio Ljubljana, i del 1947 al 1951 va ser el cap del departament d'art i el director artístic de la pel·lícula Triglav. Des de 1951-1955 va ser director i director de l'Òpera de Maribor i des de 1956 va treballar a l'Òpera de Ljubljana. Entre 1965 i 1970 va ser director de la Filharmònica Eslovena i de 1975-1979 director i 1979-1981 director artístic de l'Òpera de Ljubljana. En els anys 1945−1978, va donar conferències sobre els fonaments de la direcció i del cor a l'Acadèmia de Música de Ljubljana i va dirigir el seu estudi d'òpera. Com a director d'un ampli repertori d'òpera i concerts, va destacar en la precisió tècnica i la interpretació estilísticament fidel. La seva activitat editorial també és extensa i també ha escrit dos llibres populars.
Ja participava en la composició com a participant de la lluita per l'alliberament nacional i, a finals dels anys cinquanta, havia creat diverses composicions orquestrals i vocals extenses, en les quals combinava tradició i expressió musical moderna. També va escriure música cinematogràfica. Després de 1945, va escriure assajos i introduccions a edicions d'obres de compositors partidaris (Simfonia de Marjan Kozina, 1970; Partisan Solo Songs 1945, 1971). Va rebre el premi Župančič el 1965 per la seva obra.

## Obres
- Cançó artificial partidària / Enregistrament de so / (COBISS)
- Prlekija hosting (COBISS)
- Una mirada a l'art de la música (COBISS)
- L'Opera i els seus mestres. (1963). Ljubljana: Mladinska knjiga.